# トロッコ
トロッコとは軽便鉄道や産業鉄道、軍用鉄道における貨車の一種。もしくは人力によって走らせる手押し車。英語の truck （トラック）のなまったものが語源とされるが、本来英語でトロッコはminecart〈英語版〉と呼ぶ。

## 利用
主に、鉱山・工場・店などで自動車のトラックが利用できない場合や、隧道・ダム等の大規模工事現場で道路を建設するより早く簡単な場合、または土木工事の現場において大量の土砂を搬出するために、トラックを使用して運搬するよりも速く移送できる場合などに使われる。梯子状に組みあがった線路（軌匡）による仮設軌道を設置して、その上を運行するものが多いが、本格的な路盤に線路を敷設する場合もある。
また、ペダルをこいで進む保線用の軌道自転車のことを指すこともある。
走行させる車両は簡易貨車であることが多いが、鉱山などで動力車を持ち込めない場合には、ウインチによる牽引や人力の手押し車が使われることもある。
| 明神電車のトロッコ列車 |  | 稼働中の奥多摩工業曳鉄線 |
| 明神電車のトロッコ列車 |  | 稼働中の奥多摩工業曳鉄線 |

## ビア

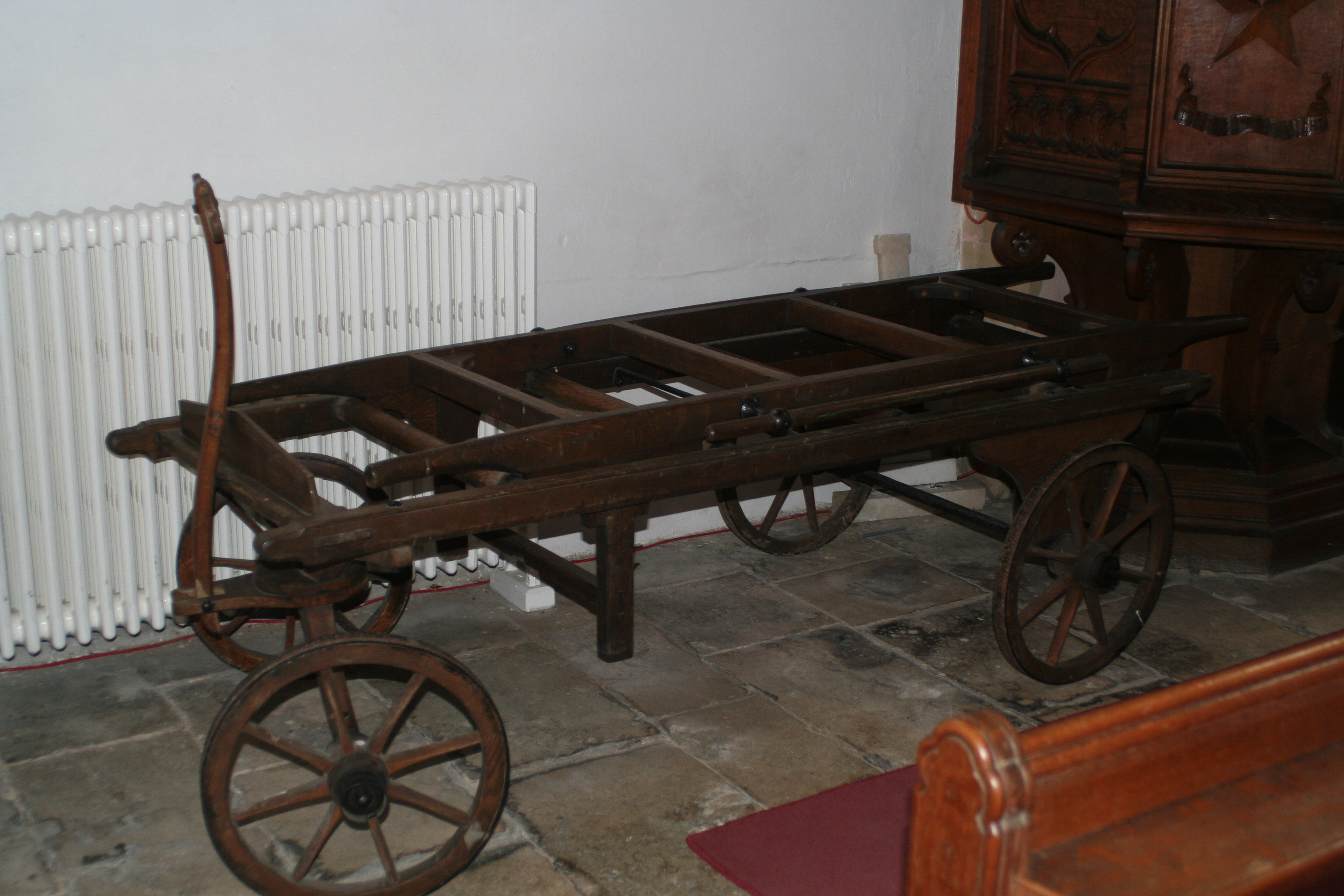
ビア

英語では遺体や棺桶を安置する台、もしくはそれらを墓まで移動する四輪の手押し車の事をビア（英:bier）と言う。
山梨県など、一部の甲州方言では工事用の手押しのトロッコの事を「ビール」と称するが、これは上記から来ているものと見られる。ウィキソースの山梨県民謡「粘土節」も参照。

## トロッコをめぐる出来事
- 2021年2月、北朝鮮国内で勤務していたロシア大使館員および家族が、トロッコを使って国境の区間（約1km）を越えて帰国する映像が公開された。これは北朝鮮当局が新型コロナウイルス感染症の世界的流行を阻止するために国境閉鎖を続けたため、自らの手で移動を余儀なくされたもの[2]。